# El Roto

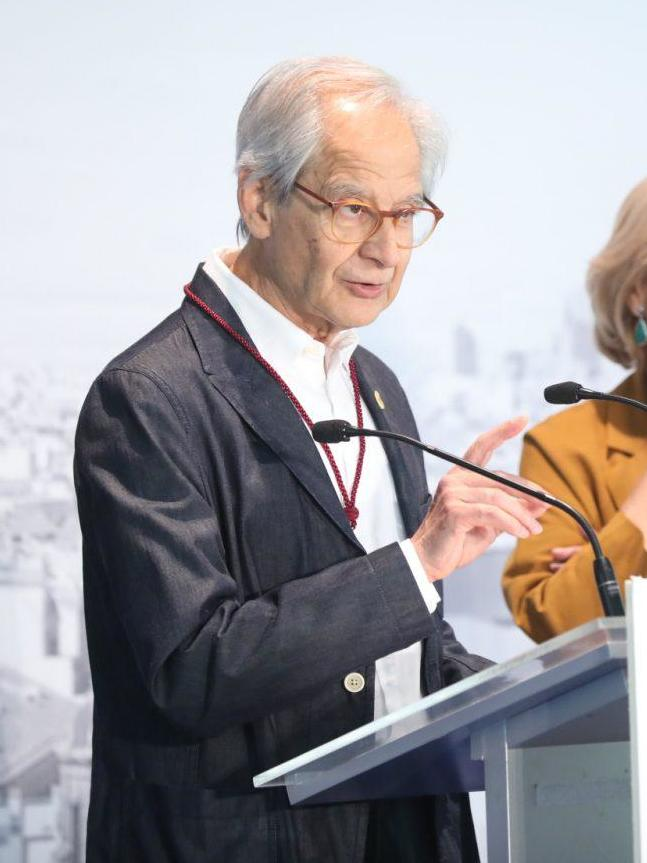
El Roto (2019).

Andrés Rábago, mais conhecido actualmente como El Roto é um desenhador espanhol nascido em Madrid em 1947. Colabora com o jornal El País.

## Livros publicados
- Los hombres y las moscas (Fundamentos, 1971).
- La cebada al rabo (Cuadernos para el diálogo, 1975).
- Bestiario (Alfaguara, 1989).
- De un tiempo a esta parte (Ediciones de la Torre, 1991).
- Habas contadas (Promotion Popular Cristiana, 1994).
- La memoria del constructor (Diputación de Sevilla, 1998).
- La visita inesperada (Centro Cultural Conde Duque, 1998).
- El fogonero del Titanic (Temas de hoy, 1999).
- El pabellón de azogue (Círculo de lectores i S.A./ Mondadori, 2001).
- Bestiario (Medusa Ediciones, edició augmentada, 2002).
- El guardagujas (Cat. Exposición Universidad de Alcalá, 2003).
- El libro de los desórdenes (Círculo de Lectores i S.A./Mondadori, 2003).
- El libro de los abrazos (Círculo de Lectores, 2004).
- Vocabulario figurado (Círculo de Lectores i S.A./Mondadori, 2005).
- El libro de los desórdenes (Reservoir Books, 2006).